# Earomyia albifacies
Earomyia albifacies är en tvåvingeart som först beskrevs av Leander Czerny 1934.  Earomyia albifacies ingår i släktet Earomyia och familjen stjärtflugor. Inga underarter finns listade i Catalogue of Life.